# NGC 2143
NGC 2143 est un amas ouvert, situé dans la constellation d'Orion. Il a été découvert par l'astronome britannique John Herschel en 1831.
NGC 2143 est à environ 800 pc (∼2 610 al) du système solaire et les dernières estimations donnent un âge de 1,4 milliard d'années. La taille apparente de l'amas est de 11,0 minutes d'arc, ce qui, compte tenu de la distance, donne une taille réelle maximale d'environ 8,3 années-lumière. 